# Julio César Pinheiro
Julio César Pinheiro (Itapeva, 22 augustus 1976) is een voormalig Braziliaans voetballer.